# Голита (Калифорния)
Голита, среща се и като Голета, (на английски: Goleta, произнася се Голита, в превод от испански шхуна) е град в южната част на окръг Санта Барбара в щата Калифорния, САЩ.
Голита е с население от 30 904 жители (оценка, 2002) и обща площ от 68,30 km². Голита получава статут на град през 2002 г., но част от района извън Голита остава извън пределите на официалните граници на града, с което намалява населението му. Като населено място Голита е имал 55 204 жители през 2000 г. Градът се намира на 165,6 km северозападно от Лос Анджелис.